# Goulburn to Sydney Cycling Classic
Goulburn to Sydney Cycling Classic var det äldsta och populäraste cykelloppet i den australiska delstaten New South Wales. Tävlingen, som år 2011 hette Paradice Investment Management Goulburn to Sydney (Camden) Cycling Classic, har avgjorts årligen från och med 2005, och innan detta årligen mellan 1902 och 1999. Namnet Goulburn to Citi, som var aktuellt då Citigroup var loppets största sponsor (2007 till 2010), används fortfarande av olika grupper.

## Tävlingen
Tävlingen pågick sedan 2010 i två dagar i september, med start på en lördag. På lördagen kördes en etapp på en 3,8 km lång bana i staden Goulburn. På söndagen kördes en 170 km lång etapp, loppet självt, mellan Goulburn och Camden på motorvägen Hume Highway och landsvägen Old Hume Highway. Tidigare pågick tävlingen i endast en dag, på en söndag mellan Goulburn och Camden.